# Interstate TDR
Interstate TDR là một loại máy bay không người lái chiến đấu của Hoa Kỳ, do hãng Interstate Aircraft and Engineering Corporation phát triển trong Chiến tranh thế giới II cho Hải quân Hoa Kỳ.

## Biến thể và quốc gia sử dụng

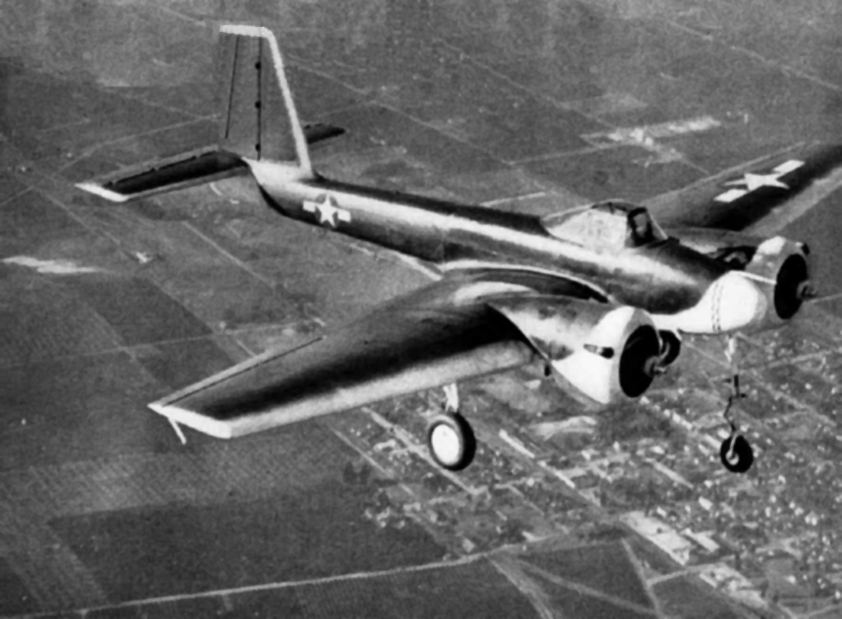
Interstate XTD3R

Hải quân Hoa Kỳ
- XTDR-1
- TDR-1
- XTD2R-1
- XTD3R-1
- XTD3R-2
- TD3R-1

 Không quân Lục quân Hoa Kỳ
- XBQ-4
- XBQ-5
- XBQ-6
- BQ-6A

## Tính năng kỹ chiến thuật (TDR-1)

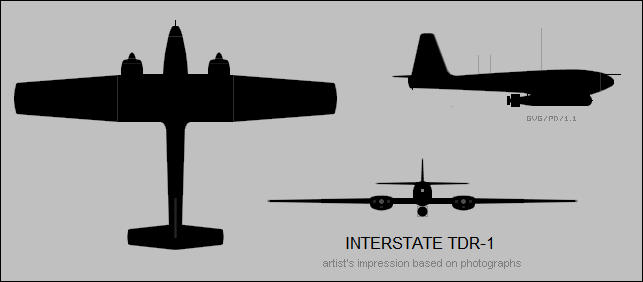
Three view of TDR-1

Dữ liệu lấy từ Parsch
Đặc tính tổng quát
- Kíp lái: 0-1
- Sải cánh: 48 ft (15 m)
- Trọng lượng có tải: 5.900 lb (2.676 kg)
- Động cơ: 2 × Lycoming O-435-2 , 220 hp (160 kW)  mỗi chiếc

Hiệu suất bay
- Vận tốc hành trình: 140 mph (122 kn; 225 km/h)
- Tầm bay: 425 mi (369 nmi; 684 km)

Vũ khí trang bị

- 1 quả bom hoặc ngư lôi 2.000 pound (910 kg)